# Bosjökloster

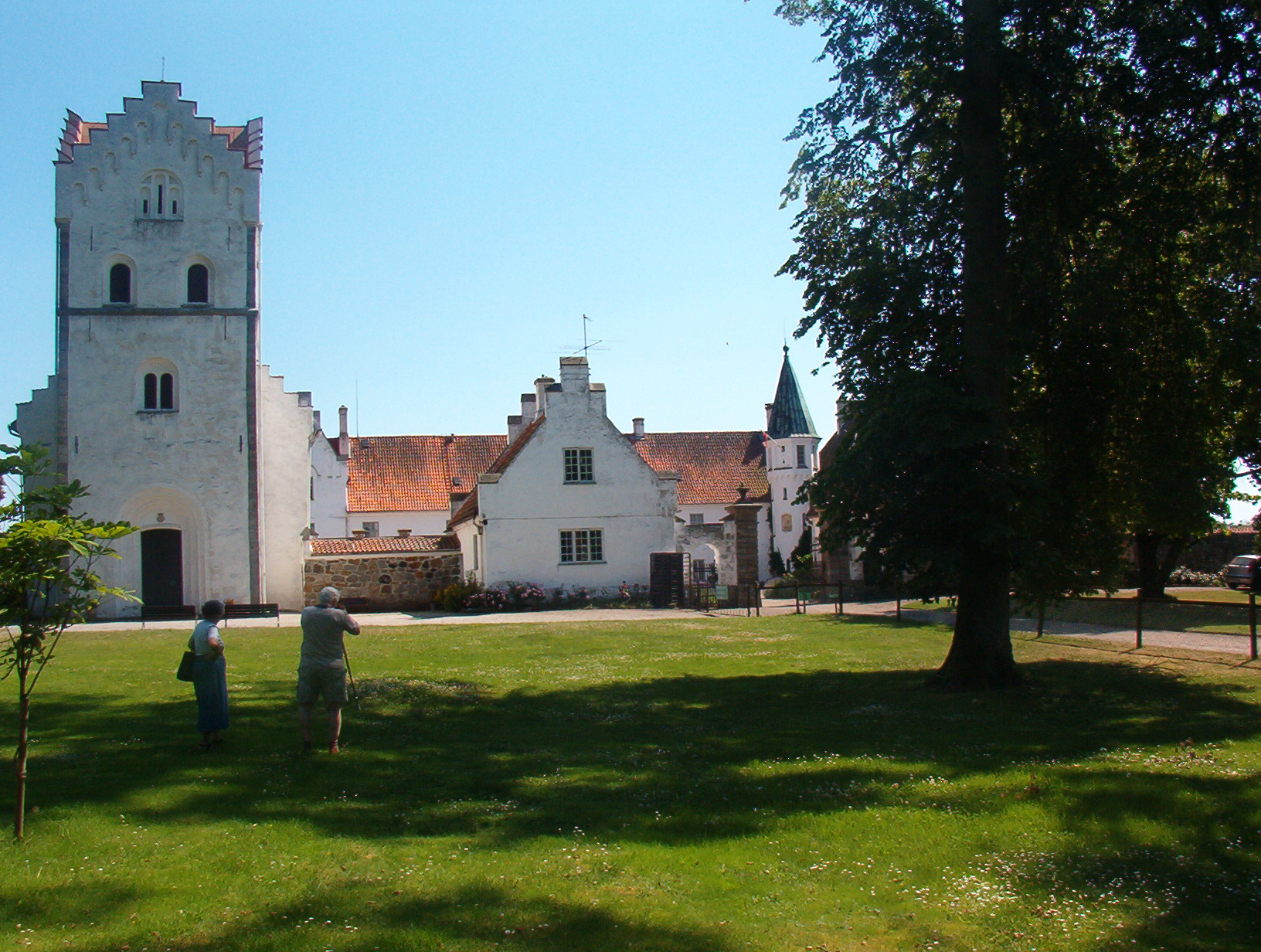
Bosjökloster

Das Bosjökloster liegt am See Ringsjön in der schwedischen Gemeinde Höör in der historischen Provinz Schonen im Süden Schwedens und war ursprünglich ein Nonnenkloster. 

## Geschichte
Gegründet wurde es 1080 von Benediktinern. Das älteste erhaltene Dokument, in dem das Kloster erwähnt wird, wurde 1181 unter Papst Lucius III. verfasst und bestätigt die damaligen Rechte der Abtei. Eine lokale Legende behauptet, die erste Schenkung an die Gründer sei von Tord Thott erfolgt, dem ersten namentlich bekannten Mitglied aus der Familie der Thott. Im 16. Jahrhundert wurde die Abtei zu einem Schloss umgewandelt, von dem nur noch einzelne Teile erhalten sind.
Während der dänischen Reformation des 16. Jahrhunderts wurde das Nonnenkloster geschlossen und das Anwesen wurde dänischer Kronbesitz. Später wurde es dem ehemaligen Erzbischof von Lund, Torbern Bille, übertragen unter der Bedingung, dass er sich um die noch verbliebenen Nonnen kümmere. 1560 übergab Friedrich II. von Dänemark das Schloss in Form eines Tauschgeschäftes der verwitweten skandinavischen „hohen Dame“ Thale Ulfstand. Ihre Initialen und Jahr 1569 sind in die große Eichentür des Eingangs eingeritzt und heute noch lesbar.
1629 kam das ehemalige Kloster durch Heirat in den Besitz der Familie Beck, aber nachdem Jochum Beck in finanzielle Schwierigkeiten geraten war, wurde die Anlage an Corfitz Ulfeldt verkauft, einem bekannten dänischen Aristokraten, der aber wenig später wegen Verrates ins Exil gezwungen wurde. Das Kloster geriet in schwedischen Staatsbesitz und verfiel allmählich. 
1735 geriet es auf Grund eines Sondergesetzes wieder in den Besitz der Familie Beck, die das Schloss renovierte. 1908 verkauften sie es an Graf Philip Bonde, dessen Familie es heute noch besitzt. Die Gebäude stehen seit 1993 als Byggnadsminne unter Denkmalschutz.